# Babinți, Loveci
Babinți (în bulgară Бабинци) este un sat în comuna Teteven, regiunea Loveci,  Bulgaria. 

## Demografie
Componența etnică a satului Babinți
     Bulgari (94,25%)
     Nicio identificare (5,74%)
     Altele (0%)
La recensământul din 2011, populația satului Babinți era de 296 locuitori. Din punct de vedere etnic, majoritatea locuitorilor (94,25%) erau bulgari. Pentru 5,74% din locuitori nu este cunoscută apartenența etnică.